# Rosja na Zimowych Igrzyskach Olimpijskich 2010

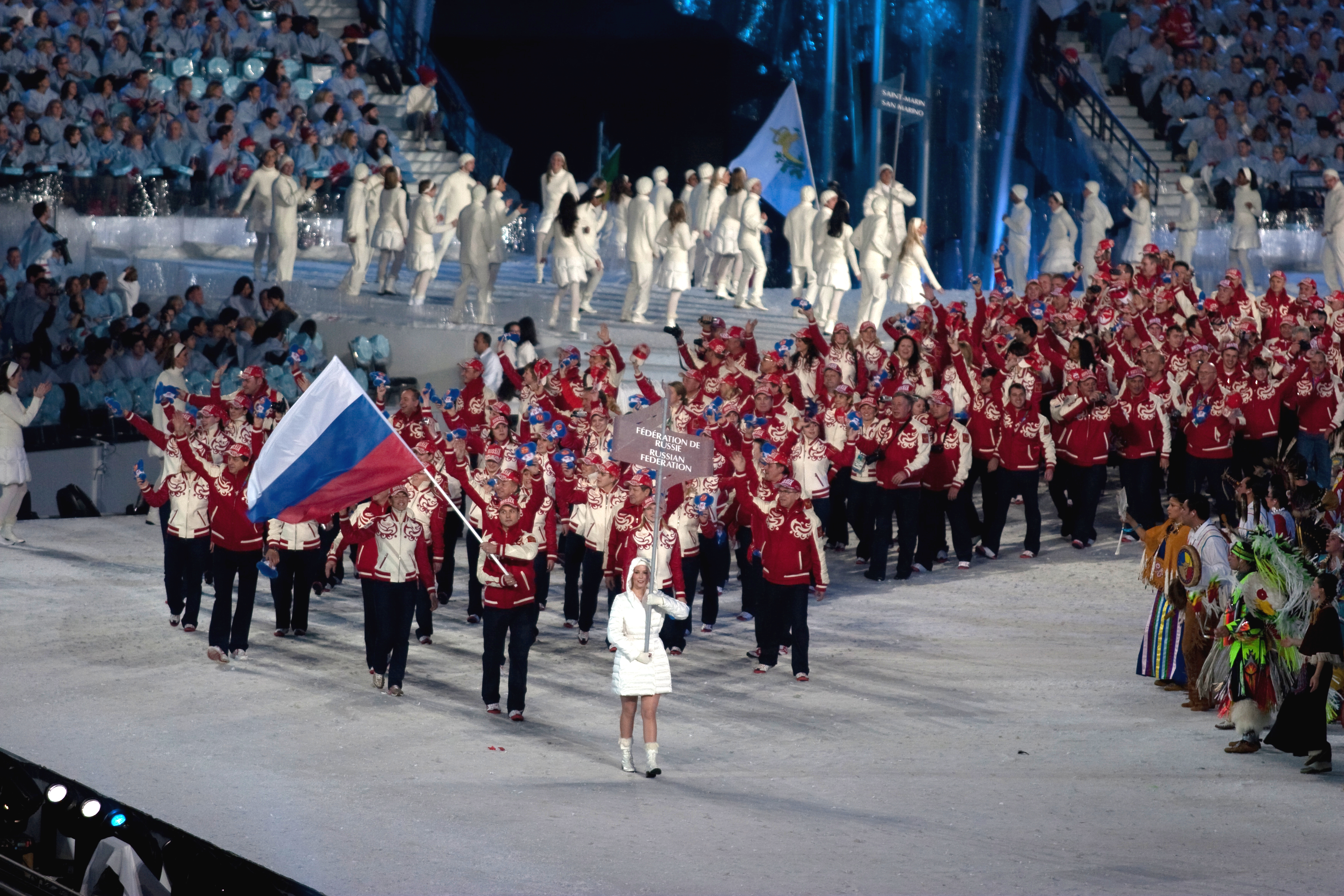
Reprezentacja Rosji podczas ceremonii otwarcia igrzysk olimpijskich

Rosję na Zimowych Igrzyskach Olimpijskich 2010 reprezentowało stu osiemdziesięciu siedmiu zawodników.

## Zdobyte medale

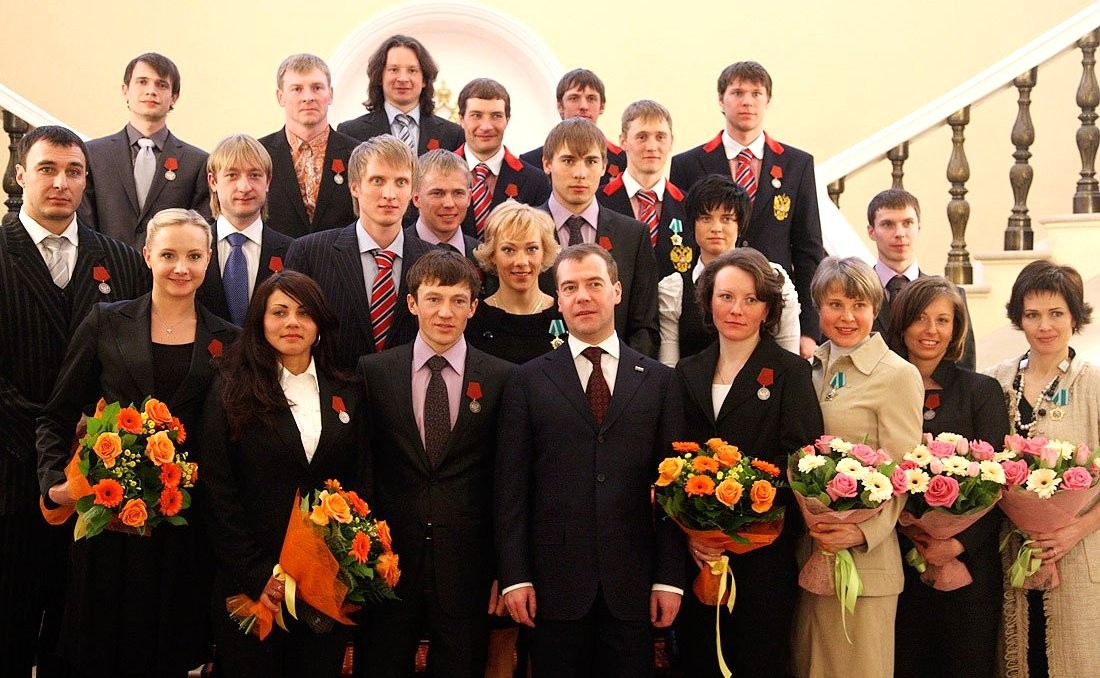
2010-03-15

.
| Medal  | Zawodnik                                                                | Dyscyplina sportowa  | Konkurencja                               |
| ------ | ----------------------------------------------------------------------- | -------------------- | ----------------------------------------- |
| Złoto  | Nikita Kriukow                                                          | Biegi narciarskie    | Sprint stylem klasycznym mężczyzn         |
| Złoto  | Swietłana Slepcowa Anna Bogalij-Titowiec Olga Miedwiedcewa Olga Zajcewa | Biathlon             | Sztafeta kobiet                           |
| Srebro | Nikita Kriukow                                                          | Biegi narciarskie    | Sprint stylem klasycznym mężczyzn         |
| Srebro | Jewgienij Pluszczenko                                                   | Łyżwiarstwo figurowe | Soliści                                   |
| Srebro | Iwan Skobriew                                                           | Łyżwiarstwo szybkie  | 10 000 m mężczyzn                         |
| Srebro | Olga Zajcewa                                                            | Biathlon             | Bieg masowy kobiet                        |
| Srebro | Jekatierina Iluchina                                                    | Snowboarding         | Slalom gigant równoległy kobiet           |
| Brąz   | Iwan Skobriew                                                           | Łyżwiarstwo szybkie  | 5000 m mężczyzn                           |
| Brąz   | Aleksandr Trietjakow                                                    | Skeleton             | Mężczyźni                                 |
| Brąz   | Aleksandr Zubkow Aleksiej Wojewoda                                      | Bobsleje             | Dwójki mężczyzn                           |
| Brąz   | Irina Chazowa Natalja Korostielowa                                      | Biegi narciarskie    | Sprint drużynowy stylem dowolnym kobiet   |
| Brąz   | Nikołaj Moriłow Aleksiej Pietuchow                                      | Biegi narciarskie    | Sprint drużynowy stylem dowolnym mężczyzn |
| Brąz   | Oksana Domnina Maksim Szabalin                                          | Łyżwiarstwo figurowe | Pary taneczne                             |

## Wyniki reprezentantów Rosji

### Biathlon
Mężczyźni
- Iwan Czeriezow

sprint – 10. miejsce
bieg pościgowy – 6. miejsce
bieg masowy – 6. miejsce
bieg indywidualny – 15. miejsce
- Maksim Czudow

sprint – 63. miejsce
- Nikołaj Krugłow

bieg indywidualny – 11. miejsce
- Anton Szypulin

sprint – 30. miejsce
bieg pościgowy – 20. miejsce
bieg masowy – 22. miejsce
bieg indywidualny – 36. miejsce
- Jewgienij Ustiugow

sprint – 15. miejsce
bieg pościgowy – 15. miejsce
bieg masowy – 
bieg indywidualny – 4. miejsce
- Iwan Czeriezow
Anton Szypulin
Maksim Czudow
Jewgienij Ustiugow

sztafeta – 
Kobiety
- Anna Bogalij-Titowiec

bieg indywidualny – 25. miejsce
- Anna Bułygina

sprint – 4. miejsce
bieg pościgowy – 6. miejsce
bieg masowy – 30. miejsce
- Olga Miedwiedcewa

sprint – 22. miejsce
bieg pościgowy – 20. miejsce
bieg masowy – 4. miejsce
bieg indywidualny – 21. miejsce
- Jana Romanowa

bieg indywidualny – 56. miejsce
- Swietłana Slepcowa

sprint – 13. miejsce
bieg pościgowy – 18. miejsce
bieg masowy – 14. miejsce
- Olga Zajcewa

sprint – 7. miejsce
bieg pościgowy – 7. miejsce
bieg masowy – 
bieg indywidualny – 26. miejsce
- Swietłana Slepcowa
Anna Bogalij-Titowiec
Olga Miedwiedcewa
Olga Zajcewa

sztafeta – 

### Bobsleje
Mężczyźni
- Aleksandr Zubkow
Aleksiej Wojewoda

Dwójki – 
- Dmitrij Abramowicz
Siergiej Prudnikow

Dwójki – 7. miejsce
- Jewgienij Popow
Dienis Moisiejczenkow
Andriej Jurkow
Aleksiej Kiriejew

Czwórki – 8. miejsce
- Dmitrij Abramowicz
Roman Oriesznikow
Dmitrij Stiopuszkin
Siergiej Prudnikow

Czwórki – 9. miejsce
- Aleksandr Zubkow
Filipp Jegorow
Piotr Moisiejew
Dmitrij Trunienkow

Czwórki – DNF
Kobiety
- Anastasija Skułkina
Jelena Doronina

Dwójki – 9. miejsce
- Olga Fiodorowa
Julija Timofiejewa

Dwójki – 18. miejsce

### Biegi narciarskie
Mężczyźni
- Michaił Diewiatjarow

Sprint stylem klasycznym – 8. miejsce
- Nikita Kriukow

Sprint stylem klasycznym – 
- Aleksandr Legkow

15 km stylem dowolnym – 15. miejsce
Bieg łączony – 4. miejsce
50 km stylem klasycznym – 14. miejsce
- Nikołaj Moriłow

Sprint stylem klasycznym – 26. miejsce
- Siergiej Nowikow

Bieg łączony – 43. miejsce
- Nikołaj Pankratow

Bieg łączony – 32. miejsce
- Aleksandr Panżynski

Sprint stylem klasycznym – 
- Piotr Siedow

15 km stylem dowolnym – 26. miejsce
50 km stylem klasycznym – 24. miejsce
- Siergiej Szyriajew

15 km stylem dowolnym – 31. miejsce
50 km stylem klasycznym – DNF
- Maksim Wylegżanin

15 km stylem dowolnym – 9. miejsce
Bieg łączony – 17. miejsce
50 km stylem klasycznym – 8. miejsce
- Nikołaj Moriłow
Aleksiej Pietuchow

Sprint drużynowy stylem dowolnym – 
- Nikołaj Pankratow
Piotr Siedow
Aleksandr Legkow
Maksim Wylegżanin

sztafeta – 8. miejsce
Kobiety
- Irina Chazowa

10 km stylem dowolnym – 20. miejsce
Bieg łączony – 13. miejsce
- Natalja Korostielowa

Sprint stylem klasycznym – 12. miejsce
10 km stylem dowolnym – 19. miejsce
- Jewgienija Miedwiediewa

10 km stylem dowolnym – 7. miejsce
Bieg łączony – 39. miejsce
- Olga Roczewa

Sprint stylem klasycznym – 40. miejsce
Bieg łączony – 26. miejsce
30 km stylem klasycznym – 29. miejsce
- Olga Szczuczkina

30 km stylem klasycznym – 37. miejsce
- Jewgienija Szapowałowa

Sprint stylem klasycznym – 28. miejsce
- Jelena Turyszewa

Sprint stylem klasycznym – 35. miejsce
- Olga Zawjałowa

10 km stylem dowolnym – 12. miejsce
Bieg łączony – 12. miejsce
30 km stylem klasycznym – 22. miejsce
- Irina Chazowa
Natalja Korostielowa

Sprint drużynowy stylem dowolnym – 
- Olga Zawjałowa
Irina Chazowa
Jewgienija Miedwiediewa
Natalja Korostielowa

sztafeta – 7. miejsce

### Curling

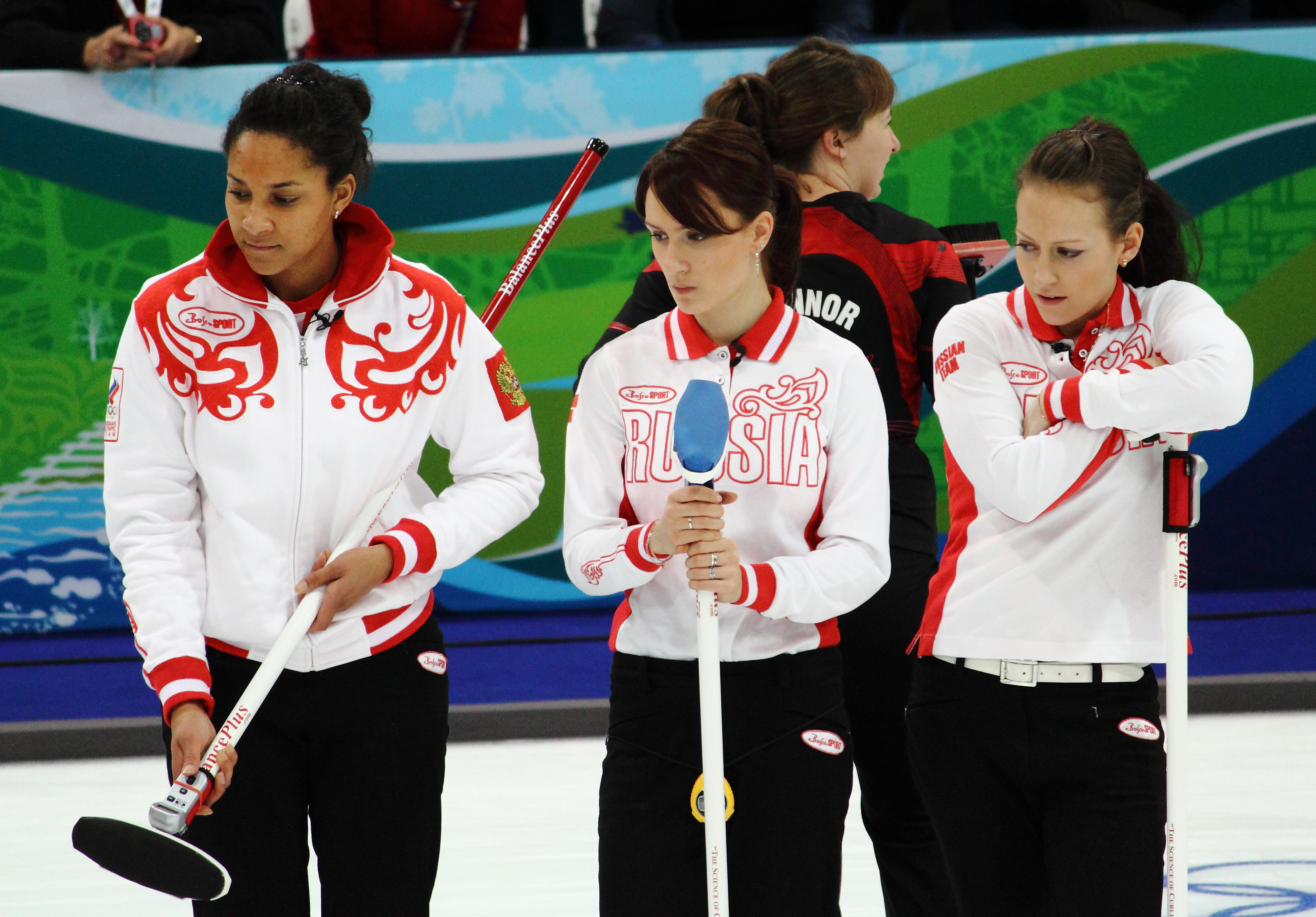

Kobiety – 9. miejsce
- Ludmiła Priwiwkowa
- Nkeiruka Jezech
- Jekatierina Gałkina
- Margarita Fomina
- Anna Sidorowa

### Hokej na lodzie
Mężczyźni
- Maksim Afinogienow, Ilja Bryzgałow, Pawieł Daciuk, Siergiej Fiodorow, Siergiej Gonczar, Dienis Griebieszkow, Dmitrij Kalinin, Konstantin Korniejew, Ilja Kowalczuk, Wiktor Kozłow, Jewgienij Małkin, Andriej Markow, Aleksiej Morozow, Jewgienij Nabokow, Ilja Nikulin, Aleksandr Owieczkin, Aleksandr Radułow, Aleksandr Siomin, Fiodor Tiutin, Siemion Warłamow, Anton Wołczenkow, Danis Zaripow, Siergiej Zinowjew – 6. miejsce

Kobiety
- Jekatierina Ananina, Tatjana Burina, Alona Chomicz, Julija Dieulina, Inna Diubanok, Irina Gaszennikowa, Ija Gawriłowa, Aleksandra Kapustina, Jekatierina Lebiediewa, Marija Onołbajewa, Olga Piermiakowa, Kristina Pietrowska, Zoja Połunina, Anna Prugowa, Marina Siergina, Jekatierina Smolencewa, Olga Sosina, Tatjana Sotnikowa, Swietłana Tierientjewa, Swietłana Tkaczewa, Aleksandra Wafina – 6. miejsce

### Kombinacja norweska
Mężczyźni
- Siergiej Maslennikow

Gundersen – 23. miejsce
- Nijaz Nabiejew

Gundersen – 23. miejsce

### Łyżwiarstwo figurowe
Mężczyźni
- Artiom Borodulin

soliści – 13. miejsce
- Jewgienij Pluszczenko

soliści – 
Kobiety
- Alona Leonowa

solistki – 9. miejsce
- Ksienija Makarowa

solistki – 10. miejsce
- Yūko Kawaguchi
Aleksandr Smirnow

Pary sportowe – 4. miejsce
- Marija Muchortowa
Maksim Trańkow

Pary sportowe – 7. miejsce
- Wiera Bazarowa
Jurij Łarionow

Pary sportowe – 11. miejsce
- Oksana Domnina
Maksim Szabalin

Pary taneczne – 
- Jana Chochłowa
Siergiej Nowicki

Pary taneczne – 9. miejsce
- Jekatierina Bobrowa
Dmitrij Sołowjow

Pary taneczne – 15. miejsce

### Łyżwiarstwo szybkie
Mężczyźni
- Aleksiej Jesin

1000 m – 22. miejsce
1500 m – 21. miejsce
- Aleksandr Lebiediew

500 m – 32. miejsce
1000 m – 36. miejsce
1500 m – 38. miejsce
- Jewgienij Łalenkow

500 m – 36. miejsce
1000 m – 11. miejsce
1500 m – 11. miejsce
- Dmitrij Łobkow

500 m – 14. miejsce
1000 m – 21. miejsce
- Aleksandr Rumiancew

5000 m – DNF
10000 m – 13. miejsce
- Iwan Skobriew

1500 m – 4. miejsce
5000 m – 
10000 m – 
- Timofiej Skopin

500 m – 35. miejsce
Kobiety
- Jekatierina Abramowa

1500 m – 32. miejsce
- Olga Fatkulina

500 m – 20. miejsce
1000 m – 20. miejsce
- Swietłana Kajkan

500 m – 22. miejsce
- Galina Lichaczowa

3000 m – 20. miejsce
- Jekatierina Łobyszewa

1000 m – 28. miejsce
1500 m – 11. miejsce
- Jekatierina Małyszewa

500 m – 24. miejsce
1000 m – 27. miejsce
- Julija Niemaja

500 m – DNF
- Ałła Szabanowa

1500 m – 12. miejsce
- Jekatierina Szychowa

1000 m – 11. miejsce
1500 m – 8. miejsce
- Swietłana Wysokowa

3000 m – 18. miejsce
5000 m – 13. miejsce
- Galina Lichaczowa
Jekatierina Łobyszewa
Ałła Szabanowa
Jekatierina Szychowa

Sztafeta – 7. miejsce

### Narciarstwo alpejskie
Mężczyźni
- Aleksandr Choroszyłow

zjazd – 45. miejsce
slalom – 23. miejsce
gigant – 38. miejsce
supergigant – 28. miejsce
kombinacja – 21. miejsce
- Siergiej Majtakow

slalom – DNF
gigant – 40. miejsce
supergigant – DNF
- Stiepan Zujew

zjazd – 54. miejsce
slalom – DNF
gigant – 64. miejsce
supergigant – 36. miejsce
kombinacja – 23. miejsce
Kobiety
- Jelena Prostiewa

zjazd – 26. miejsce
slalom – 28. miejsce
gigant – DNF
supergigant – 24. miejsce
kombinacja – DNF
- Lajsan Rajanowa

slalom – 33. miejsce
gigant – 37. miejsce
supergigant – DNF

### Narciarstwo dowolne
Mężczyźni
- Dienis Dołgodworow

jazda po muldach – 13. miejsce
- Jegor Korotkow

ski cross – 25. miejsce
- Dmitrij Maruszczak

skoki akrobatyczne – 20. miejsce
- Aleksandr Smyszlajew

jazda po muldach – 10. miejsce
- Andriej Wołkow

jazda po muldach – 25. miejsce
- Siergiej Wołkow

jazda po muldach – 28. miejsce
Kobiety
- Marina Czerkasowa

jazda po muldach – 13. miejsce
- Julija Liwinska

ski cross – 32. miejsce
- Riegina Rachimowa

jazda po muldach – 9. miejsce
- Darja Sierowa

jazda po muldach – 15. miejsce
- Jekatierina Stolarowa

jazda po muldach – 7. miejsce

### Saneczkarstwo
Mężczyźni
- Albert Diemczenko

jedynki – 4. miejsce
- Stiepan Fiodorow

jedynki – 19. miejsce
- Wiktor Kniejb

jedynki – 12. miejsce
- Władimir Machnutin
Władisław Jużakow

dwójki – 10. miejsce
- Michaił Kuzmicz
Stanisław Michiejew

dwójki – 14. miejsce
Kobiety
- Natalja Choriewa

jedynki – 10. miejsce
- Tatjana Iwanowa

jedynki – 4. miejsce
- Aleksandra Rodionowa

jedynki – 6. miejsce

### Short track
Mężczyźni
- Siemion Jelistratow

500 m – 24. miejsce
1000 m – 24. miejsce
1500 m – 24. miejsce
- Rusłan Zacharow

500 m – 27. miejsce
1000 m – 29. miejsce
1500 m – 31. miejsce
Kobiety
- Walerija Potiomkina

500 m – 25. miejsce
1000 m – 26. miejsce
1500 m – 27. miejsce
- Nina Jewtiejewa

1000 m – 24. miejsce
1500 m – 16. miejsce
- Olga Bielakowa

1500 m – 30. miejsce

### Skeleton
Mężczyźni
- Siergiej Czudinow – 12. miejsce

- Aleksandr Trietjakow –

Kobiety
- Jelena Judina – 18. miejsce

- Swietłana Trunowa – 16. miejsce

### Skoki narciarskie
Mężczyźni
- Dmitrij Ipatow

Skocznia duża – 47. miejsce
Skocznia normalna – 46. miejsce
- Pawieł Karielin

Skocznia duża – 38. miejsce
Skocznia normalna – 33. miejsce
- Dienis Korniłow

Skocznia duża – 35. miejsce
Skocznia normalna – 26. miejsce
- Ilja Roslakow

Skocznia duża – 44. miejsce
Skocznia normalna – 45. miejsce
- Pawieł Karielin
Dienis Korniłow
Ilja Roslakow
Dmitrij Ipatow

drużynowo – 10. miejsce

### Snowboard
Mężczyźni
- Andriej Bołdykow

snowboardcross – 15. miejsce
- Stanisław Dietkow

gigant równoległy – 4. miejsce
Kobiety
- Swietłana Bołdykowa

gigant równoległy – 24. miejsce
- Jekatierina Iluchina

gigant równoległy – 
- Alona Zawarzina

gigant równoległy – 17. miejsce
- Jekatierina Tudiegieszewa

gigant równoległy – 10. miejsce